# Majakowskoje
Majakowskoje (russisch Маяко́вское, deutsch Nemmersdorf) ist ein Ort im Rajon Gussew der russischen Oblast Kaliningrad. Der Ort gehört zur kommunalen Selbstverwaltungseinheit Stadtkreis Gussew.

## Geographische Lage
Majakowskoje liegt südwestlich von Gussew (Gumbinnen) an der Angerapp im ehemaligen Ostpreußen. Durch den Ort verläuft die Fernstraße R 508 von Gussew nach Osjorsk (Darkehmen, 1938–1946 Angerapp). Sie wird im Ort gekreuzt von einer Nebenstraße, die von Rjasanskoje (Hallwischken, 1938–1946 Hallweg) über Schutschkowo (Szuskehmen, 1936–1938 Schuskehmen, 1938–1946 Angerhöh) und Iwaschkino  (Kollatischken, 1938–1946 Langenweiler) nach Gussew führt.
Eine Bahnanbindung besteht über die zwölf Kilometer entfernte Bahnstation in Gussew an der Strecke von Kaliningrad (Königsberg (Preußen)) nach Tschernyschewskoje (Eydtkuhnen, 1938–1946 Eydtkau), einem Teilstück der ehemaligen Preußischen Ostbahn.

## Ortsname
Der ehemalige, aus dem Prußischen abgeleitete Name Nemmersdorf weist auf Sümpfe in der Umgebung hin (nemiršele, „Sumpf-Vergissmeinnicht“).
Nach dem damaligen Ortsnamen wurde das Massaker von Nemmersdorf benannt, das Angehörige der Roten Armee am 21. Oktober 1944 an deutschen Zivilisten begingen.
Der russische Name Majakowskoje wurde nach dem sowjetischen Dichter Wladimir Wladimirowitsch Majakowski gebildet.

## Geschichte
In einer von der Angerapp gebildeten Schlinge etwas östlich von Nemmersdorf, auf dem Galgenberg, befinden sich Reste einer prußischen Wallburg.

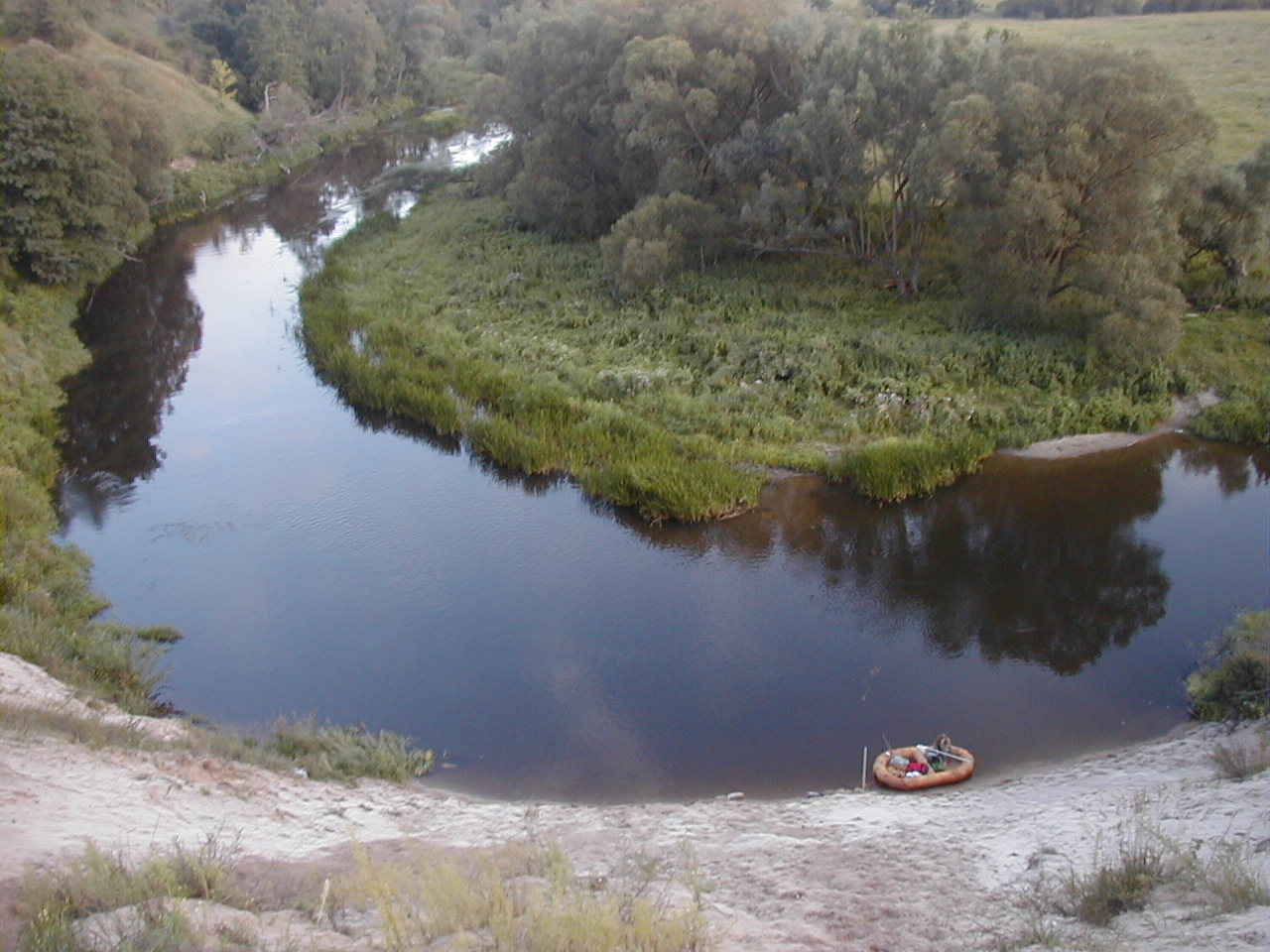
Die Angerapp bei Majakowskoje (Nemmersdorf)

Das ehemalige Nemmersdorf galt als das größte Kirchdorf im Landkreis Gumbinnen, dessen Gründungszeit in das 13. Jahrhundert zurückreichte. Die urkundliche Ersterwähnung erfolgte im Jahr 1515 in einer Verordnung des Hauptamtes Insterburg (heute russisch: Tschernjachowsk).
Im Jahre 1910 zählten Dorf und Gut Nemmersdorf insgesamt 484 Einwohner, deren Zahl bis 1933 auf 607 und bis 1939 auf 637 anstieg. Zwischen 1874 und 1945 war Nemmersdorf namensgebender Ort und Sitz des Amtsbezirks Nemmersdorf innerhalb des Landkreises Gumbinnen im Regierungsbezirk Gumbinnen der preußischen Provinz Ostpreußen. Zur Gemeinde Nemmersdorf gehörten die Ortsteile Kaimelswerder (russisch: Maximowka), Gut Pennacken (1938–1946 Werfen, russisch: Orlowka), Waldhaus Nemmersdorf, Gut Schroedershof sowie das Vorwerk Moskau.

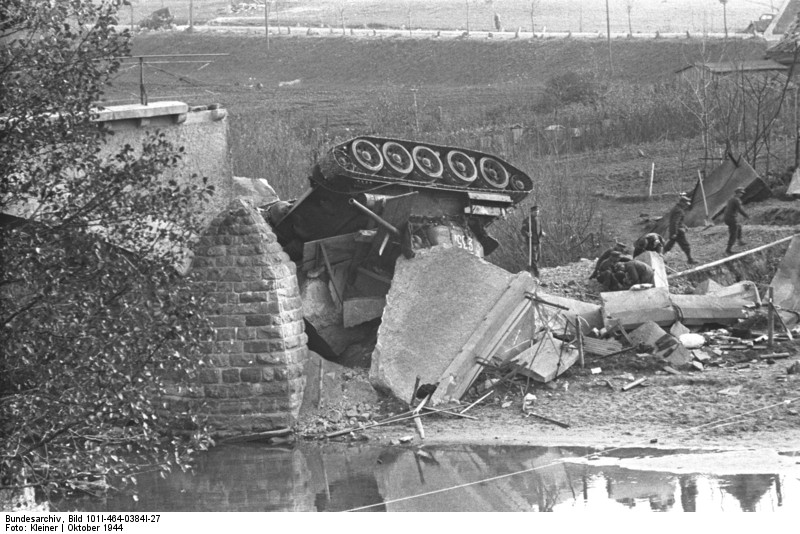
Die mit einem sowjetischen T-34 eingestürzte Angerapp-Brücke

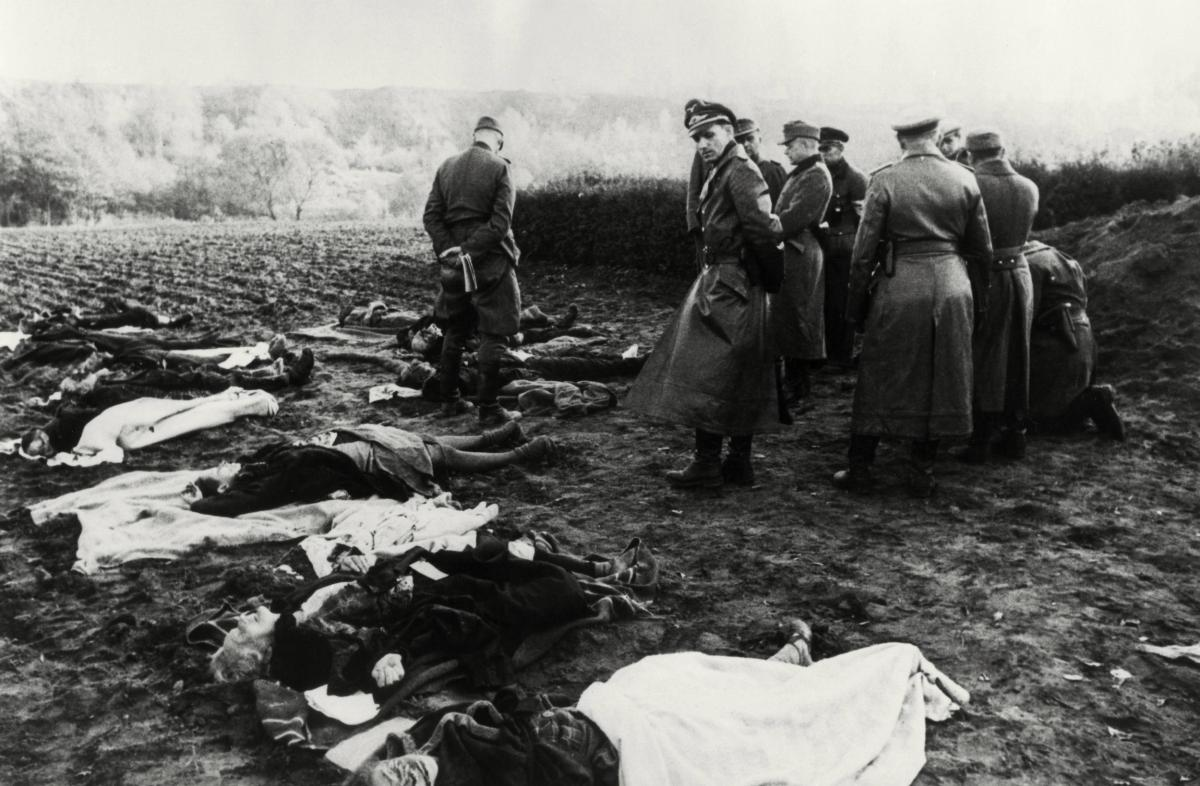
Das Massaker von Nemmersdorf

Bei einem Vorstoß der Roten Armee am 21. Oktober 1944 wurde Nemmersdorf – mit seiner strategisch wichtigen Angerapp-Brücke – besetzt und am 23. Oktober nach einem Gegenangriff der Wehrmacht wieder geräumt. Dabei wurden 19 bis 30 getötete deutsche Zivilisten gefunden. Das Kriegsverbrechen der Erschießung der Zivilisten wird als Massaker von Nemmersdorf bezeichnet.
Die zweite Eroberung durch die Rote Armee erfolgte im Januar 1945. Das Dorf kam unter sowjetische Administration. Die deutsche Bevölkerung war evakuiert worden, geflohen oder umgekommen. Nemmersdorf erhielt 1947 die neue Ortsbezeichnung Majakowskoje und wurde mit Sowjetbürgern besiedelt. Gleichzeitig wurde der Ort Sitz eines Dorfsowjets im Rajon Gussew. Von 2008 bis 2013 war Majakowskoje Sitz einer Landgemeinde. Im Jahr 2013 wurde der Ort in den Stadtkreis Gussew eingegliedert.

### Amtsbezirk Nemmersdorf
Am 18. März 1874 wurde der neu errichtete Amtsbezirk Nemmersdorf von 13 Landgemeinden und fünf Gutsbezirken gebildet:
| Name (bis 1938)                     | Name (1938–1946)    | Name (seit 1946)                | Bemerkungen                                            |
| ----------------------------------- | ------------------- | ------------------------------- | ------------------------------------------------------ |
| Landgemeinden:                      |                     |                                 |                                                        |
| Aweningken                          | Aweningken          | Tambowskoje                     |                                                        |
| Eggelauken                          | Eggelauken          |                                 | 1902 in die Landgemeinde Gerschwillauken eingegliedert |
| Ganderkehmen                        | Ganderkehmen        | Dunajewka, jetzt: Proletarskoje | 1928 in die Landgemeinde Kiaulkehmen eingegliedert     |
| Gerschwillauken                     | Gerschwillauken     | Kasakowo                        | 1935 in die Gemeinde Jungort eingegliedert             |
| Gerwischken                         | Richtfelde          | Schaworonkowo                   |                                                        |
| Kiaulkehmen                         | Jungort (seit 1935) | Dunajewka                       |                                                        |
| Kollatischken                       | Langenweiler        | Iwaschkino                      |                                                        |
| Nemmersdorf                         | Nemmersdorf         | Majakowskoje                    |                                                        |
| Pagramutschen                       | Pagramutschen       | Gribowo                         |                                                        |
| Reckeln                             | Reckeln             | Schiguli                        |                                                        |
| Skripitschken                       | Skripitschken       | Tambowskoje                     |                                                        |
| Tittnaggen                          | Krügertal           | Markino                         |                                                        |
| Wandlaudszen ab 1936: Wandlaudschen | Rotenkamp (Ostpr.)  | Ossinowka                       |                                                        |
| Gutsbezirke:                        |                     |                                 |                                                        |
| Heinrichsdorf                       | Heinrichsdorf       | Chimkino                        | 1928 in die Landgemeinde Kiaulkehmen eingegliedert     |
| Kaimelswerder                       | Kaimelswerder       | Maximowka, jetzt: Mischkino     | 1928 in die Landgemeinde Nemmersdorf eingegliedert     |
| Nemmersdorf                         | Nemmersdorf         | Majakowskoje                    | 1928 in die Landgemeinde Nemmersdorf eingegliedert     |
| Pennacken                           | Werfen              | Orlowka                         | 1928 in die Landgemeinde Nemmersdorf eingegliedert     |
| Szemlauken                          | Szemlauken          |                                 |                                                        |

Am 1. Januar 1945 umfasste der Amtsbezirk Nemmersdorf die sieben Gemeinden: Jungort, Krügertal, Langenweiler, Nemmersdorf, Reckeln, Richtfelde und Rotenkamp. Er gehörte zum Landkreis Gumbinnen.

### Majakowski selski Sowet/okrug 1947–2008
Der Dorfsowjet Majakowski selski Sowet (ru. Маяковский сельский Совет) wurde im Juni 1947 eingerichtet. Nach dem Zerfall der Sowjetunion bestand die Verwaltungseinheit als Dorfbezirk Majakowski selski okrug (ru. Маяковский сельский округ). Im Jahr 2008 wurden die verbliebenen Orte des Dorfbezirks auf die städtische Gemeinde Gussew gorodskoje posselenije und die Landgemeinde Majakowskoje selskoje posselenije verteilt.
| Ortsname                     | Name bis 1947/50                                                                                               | Bemerkungen |
| ---------------------------- | --- | --- |
| Bolschakowo (Большаково)     | Groß Mixeln | Der Ort wurde 1950 umbenannt und vor 1988 verlassen.                                                                                             |
| Chimkino (Химкино)           | Heinrichsdorf                                                                                                  | Der Ort wurde 1950 umbenannt und vor 1988 verlassen.                                                                                             |
| Dunajewka (Дунаевка)         | Kiaulkehmen, 1938–1945: „Jungort“, und Ganderkehmen                                                            | Der Ort wurde 1950 umbenannt. Die Ortsstelle Jungort wurde vor 1988 verlassen. Die Ortsstelle Ganderkehmen bekam später den Namen Proletarskoje. |
| Gribowo (Грибово)            | Pagramutschen                                                                                                  | Der Ort wurde 1950 umbenannt und offenbar fälschlicherweise in den Dorfsowjet Krasnogorski eingeordnet. Er wurde vor 1975 verlassen.             |
| Grosnoje (Грозное)           | Plimballen, 1938–1945: „Mertinshagen“                                                                          | Der Ort wurde 1950 umbenannt und vor 1988 verlassen.                                                                                             |
| Iwaschkino (Ивашкино)        | Kollatischken, 1938–1945: „Langenweiler“                                                                       | Der Ort wurde 1947 umbenannt. |
| Karawajewo (Караваево)       | Lampseden, 1938–1945: „Lampshagen“                                                                             | Der Ort wurde 1950 umbenannt und vor 1975 verlassen.                                                                                             |
| Kasakowo (Казаково)          | Gerschwillauken                                                                                                | Der Ort wurde 1950 umbenannt. |
| Konopljowo (Коноплёво)       | Budweitschen, 1938–1945: „Forsteck“                                                                            | Der Ort wurde 1950 umbenannt und vor 1975 verlassen.                                                                                             |
| Kostino (Костино)            | Stobricken, 1938–1945: „Krammsdorf“                                                                            | Der Ort wurde 1947 umbenannt. |
| Ladygino (Ладыгино)          | Eszerischken, seit 1935:zu Tutteln                                                                             | Der Ort wurde 1950 umbenannt und vor 1975 verlassen.                                                                                             |
| Luschki (Лужки)              | Schublauken, 1938–1945: „Schublau“                                                                             | Der Ort wurde 1950 umbenannt und vor 1975 verlassen.                                                                                             |
| Majakowskoje (Маяковское)    | Nemmersdorf | Verwaltungssitz |
| Marejewka (Мареевка)         | Thuren | Der Ort wurde 1950 umbenannt und vor 1975 verlassen.                                                                                             |
| Markino (Маркино)            | Tittnaggen, 1938–1945: „Krügertal“                                                                             | Der Ort wurde 1950 umbenannt und vor 1975 verlassen.                                                                                             |
| Maximowka (Максимовка)       | Kaimelswerder                                                                                                  | Der Ort wurde 1950 umbenannt und vor 1975 an den Ort Mischkino angeschlossen.                                                                    |
| Mischkino (Мишкино)          | Budballen, 1938–1945: „Moorbude“                                                                               | Der Ort wurde 1950 umbenannt. |
| Noworetschje (Новоречье)     | Stulgen, 1938–1945: „Hasenrode“                                                                                | Der Ort wurde 1947 umbenannt und vor 1975 verlassen.                                                                                             |
| Orlowka (Орловка)            | Austinehlen, 1938–1945: „Austinshof“, Adomlauken, 1938–1945: „Adamshausen“, und Pennacken, 1938–1945: „Werfen“ | Der Ort wurde 1950 umbenannt und vor 1988 verlassen.                                                                                             |
| Ossinowka (Осиновка)         | Wandlaudszen/Wandlaudschen, 1938–1945: „Rotenkamp“                                                             | Der Ort wurde 1950 umbenannt und 1997 an den Ort Majakowskoje angeschlossen.                                                                     |
| Pissarewo (Писарево)         | Girnehlen, 1938–1945: „Mühlenruh“                                                                              | Der Ort wurde 1950 umbenannt und vor 1975 an den Ort Pospelowo angeschlossen.                                                                    |
| Pospelowo (Поспелово)        | Klein Mixeln                                                                                                   | Der Ort wurde 1950 umbenannt und laut Karte vor 1984 an den Ort Sarja im Dorfsowjet Krasnopoljanski im Rajon Tschernjachowsk angeschlossen.      |
| Proletarskoje (Пролетарское) | Ganderkehmen                                                                                                   | Ortsname seit vor 1975, hieß zwischenzeitlich Proletarski.                                                                                       |
| Russkoje (Русское)           | Norgallen, 1938–1945: „Wiekmünde“                                                                              | Der Ort wurde 1950 umbenannt und vor 1975 verlassen.                                                                                             |
| Schaworonkowo (Жаворонково)  | Gerwischken, 1938–1945: „Richtfelde“                                                                           | Der Ort wurde 1950 umbenannt. |
| Schiguli (Жигули)            | Reckeln | Der Ort wurde 1950 umbenannt. |
| Sytschjowo (Сычёво)          | Tutteln | Der Ort wurde 1950 umbenannt und vor 1975 verlassen.                                                                                             |
| Tambowskoje (Тамбовское)     | Awewingken und Skripitschken                                                                                   | Der Ort wurde 1950 umbenannt und vor 1975 verlassen.                                                                                             |

Der im Jahr 1947 umbenannte Ort Konstantinowka (Kieselkehmen/Kieselkeim) wurde ebenfalls zunächst in den Majakowski selski Sowet eingeordnet, kam dann (vor 1975) aber zum Sadowski selski Sowet im Rajon Osjorsk.

### Majakowskoje selskoje posselenije 2008–2013

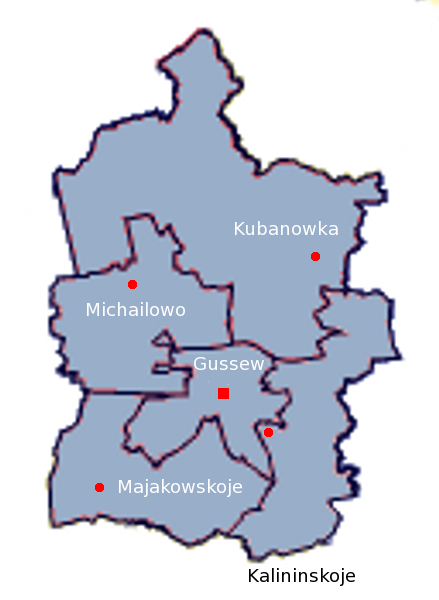
Lage der Landgemeinde Majakowskoje selskoje posselenije im Rajon Gussew

Die Landgemeinde Majakowskoje selskoje posselenije (ru. Маяковское сельское поселение) wurde im Jahr 2008 eingerichtet.  Ihr waren sechs Siedlungen zugeordnet, die vorher dem Dorfbezirk Majakowski selski okrug angehört hatten. Im Jahr 2013 wurde die Gemeinde aufgelöst und deren Siedlungen in den Stadtkreis Gussew eingegliedert.
| Ortsname                     | deutscher Name        |
| ---------------------------- | --------------------- |
| Kasakowo (Казаково)          | Gerschwillauken       |
| Kostino (Костино)            | Stobricken/Krammsdorf |
| Majakowskoje (Маяковское)    | Nemmersdorf           |
| Mischkino (Мишкино)          | Budballen/Moorbude    |
| Proletarskoje (Пролетарское) | Ganderkehmen          |
| Schiguli (Жигули)            | Reckeln               |

## Kirche

### Kirchengebäude
Die Nemmersdorfer Feldsteinkirche wurde auf Anordnung Herzogs Albrecht von Preußen geplant, aber erst nach dessen Tod 1589 verwirklicht. Es handelte sich um einen einfachen, rechteckigen Bau nahe der Angerapp (russisch: Angrapa), mit Sakristeianbau im Osten. 1769 wurde das Gotteshaus erneuert, der Altar soll aus der Werkstatt Isaak Rigas stammen.
Die kleinere der Kirchenglocken von 1748 wurde zu Ende des Zweiten Weltkrieges für Rüstungszwecke abgeliefert, überdauerte aber den Krieg auf einem Glockenfriedhof. Sie erhielt einen neuen Platz in der St.-Mauritius-Kirche im niedersächsischen Almstedt nahe Hildesheim.
Auch das Gotteshaus hat beide Weltkriege überstanden, trotz Beschädigung im Jahre 1944. Das Kirchenschiff ist erhalten, nun jedoch flachgedeckt, der Turm fehlt.
Nach 1945 wurde die Kirche zweckentfremdet und als Wirtschaftsgebäude genutzt. Anfang der 1960er Jahre wurde es umgebaut und dient jetzt als Kulturhaus und Bibliothek.

### Kirchengemeinde
Ursprünglich wurde das Kirchspiel Nemmersdorf von Gawaiten (1938–1946 Herzogsrode, seit 1946: Gawrilowo) aus versehen. Zwischen 1633 und 1647 war auch die Kirche Ischdaggen (1938–1946 Branden, seit 1946: Lermontowo) hierher eingepfarrt.
Bis 1945 war Nemmersdorf mit seiner überwiegend evangelischen Bevölkerung Pfarrdorf im Kirchenkreis Gumbinnen (Gussew) in der Kirchenprovinz Ostpreußen der Kirche der Altpreußischen Union.
In der Zeit der Sowjetunion war kirchliches Leben untersagt. Erst in den 1990er Jahren bildeten sich in der Oblast Kaliningrad neue evangelische Gemeinden, von denen die der Salzburger Kirche in Gussew Majakowkoje am nächsten liegt. Sie gehört zur Propstei Kaliningrad in der Evangelisch-Lutherischen Kirche Europäisches Russland.

#### Kirchspielorte
Zum Kirchspiel Nemmersdorf gehörten vor 1945 36 Orte, Ortschaften und Wohnplätze:
| Ortsname                                       | Änderungsname 1938 bis 1946 | Russischer Name                 |  | Ortsname                             | Änderungsname 1938 bis 1946 | Russischer Name             |
| ---------------------------------------------- | --------------------------- | ------------------------------- |  | ------------------------------------ | --------------------------- | --------------------------- |
| Abbau Schackumehlen früher: (Abbau) Lindenberg |                             |                                 |  | *Kieselkehmen                        | Kieselkeim                  | Konstantinowka              |
| Abschermeningken                               | Fuchstal                    | Retschkalowo                    |  | Kissehlen                            | Angermühle                  | Putjatino                   |
| *Adomlauken                                    | Adamshausen                 | Orlowka                         |  | Klein Datzen                         |                             |                             |
| Austinehlen                                    | Austinshof                  | Orlowka                         |  | *Klein Pruschillen                   | Klein- preußenbruch         | Stolbowoje                  |
| Balberdszen 1936–38: Balberdschen              | Balbern                     |                                 |  | *Kollatischken                       | Langenweiler                | Iwaschkino                  |
| Budballen                                      | Moorbude                    | Mischkino                       |  | *Krauleidszen 1936–38: Krauleidschen | Schöppenfelde               | Kolchosnoje                 |
| Budweitschen                                   | Forsteck                    | Konopljowo                      |  | Lengirren                            |                             |                             |
| Datzkehmen                                     | Datzken                     |                                 |  | Meschkeningken                       | Bärenhagen                  |                             |
| Eszerischken 1936–38: Eßerischken              | Telchhof                    | Ladygino                        |  | *Nemmersdorf                         |                             | Majakowskoje                |
| Ganderkehmen                                   |                             | Dunajewka, jetzt: Proletarskoje |  | Norgallen                            | Wiekmünde                   | Proletarski, dann: Russkoje |
| Gerschwillauken                                |                             | Kasakowo                        |  | Pennacken                            | Werfen                      | Orlowka                     |
| *Gerwischken                                   | Richtfelde                  | Schaworonkowo                   |  | Rahnen                               |                             |                             |
| *Groß Datzen                                   |                             | Spornoje                        |  | Reckeln                              |                             | Schiguli                    |
| Groß Pruschillen                               | Groß- preußenbruch          | Sassowka                        |  | *Szublauken 1936–38: Schublauken     | Schublau                    | Luschki                     |
| Heinrichsdorf                                  |                             | Chimkino                        |  | *Szuskehmen 1936–38: Schuskehmen     | Angerhöh                    | Schutschkowo                |
| Jäckstein                                      |                             |                                 |  | Tutteln                              |                             | Sytschjowo                  |
| Kaimelswerder                                  |                             | Maximowka, jetzt: Mischkino     |  | Wandlaudszen 1936–38: Wandlaudschen  | Rotenkamp (Ostpr.)          | Ossinowka                   |
| *Kiaulkehmen                                   | ab 1935: Jungort            | Dunajewka                       |  | Wertheim                             |                             | Maloje Rasskasowo           |

#### Pfarrer
An der Nemmersdorfer Pfarrkirche amtierten bis 1945 30 evangelische Geistliche:
- Laurentius Kromdorff, 1590/1596
- Christoph von Düben, 1603–1621
- Christoph Baumgart, 1621–1630
- Christoph Blume, 1630–1645
- Abraham Merczigius, 1646
- George Beyer, 1647–1654
- Jacob Neukirch, 1652–1653
- Melchior Ditzel, 1653–1670
- Michael Terpitius, 1671–1688
- Friedrich Paul, 1685–1686
- Nicolaus Naps, 1686
- Johann Keimel, 1688–1710
- Johann Christian Hassius, 1710–1736
- Daniel Simon Wilcke, 1736–1762
- Reinhold Hein, 1751–1752
- Christoph Daniel Hassenstein, 1752–1797
- Johann Gottfried Ulrich, 1784–1796
- Johann Alexander Deutschmann, 1796–1811
- Heinrich Hübsch, 1811–1814
- Christian Ferdinand Zippel, 1815–1824
- Otto Ulrich Settegast, 1824–1827
- Johann Christian Hirsch, 1827–1830
- Eduard Gustav Albrecht, 1830–1844
- Heinrich Albert Schenk, 1845–1862[15]
- Friedrich Gustav Dewitz, 1863–1876[15]
- Emil Arnold Th. Christmann, 1876–1896
- Louis Ernst Gustav Guddas, 1896–1898
- Georg Eugen Peter Henkys, 1899–1926
- Hans Boretius, 1926–1935
- Hans Puschke, 1935–1945

## Galerie

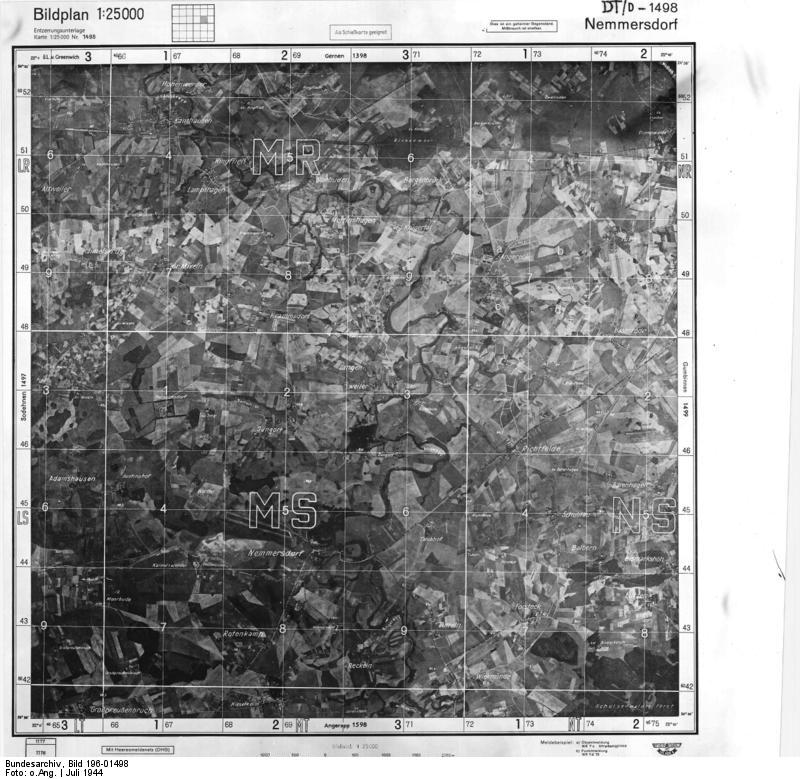
Luftbildkarte von 1944